# Venom (phim 2018)
Venom là một phim siêu anh hùng của Mỹ dựa trên nhân vật cùng tên của Marvel Comics, do Columbia Pictures sản xuất và Sony Pictures Releasing phát hành. Nó được dự định là bộ phim đầu tiên trong Thế giới Marvel của Sony, được hỗ trợ nhưng tách biệt khỏi Vũ trụ Điện ảnh Marvel (MCU). Đạo diễn phim này là Ruben Fleischer với kịch bản của Scott Rosenberg, Jeff Pinkner, Kelly Marcel và Will Beall, với diễn viên Tom Hardy trong vai Eddie Brock / Venom, cùng với Michelle Williams, và Riz Ahmed.
Quá trình phát triển của phim này, một spin-off từ thương hiệu phim Spider-Man, bắt đầu với nhà sản xuất phim Avi Arad năm 2007. Sau nhiều lần lặp lại, công việc tạo một phiên bản mới bắt đầu vào tháng 3 năm 2017 để bắt đầu một vũ trụ được chia sẻ mới với các nhân vật Marvel mà Sony sở hữu quyền làm phim, mặc dù Sony cũng dự định chia sẻ thế giới Người Nhện: Trở về nhà, được đặt trong thế giới MCU sau thỏa thuận giữa Sony và Marvel Studios. Rosenberg và Pinkner đã được giao việc viết kịch bản, với Fleischer và Hardy thêm vào tháng 5 năm 2017. Quá trình quay phim chính bắt đầu vào tháng 10 năm 2017, diễn ra tại Atlanta, New York City, và San Francisco.
Venom được phát hành tại Hoa Kỳ vào ngày 5 tháng 10 năm 2018.

## Nội dung
Trong khi khám phá không gian cho những thế giới mới có thể ở được, một tàu thăm dò thuộc tập đoàn kỹ thuật sinh học Life Foundation phát hiện ra một sao chổi được bao phủ trong các dạng sống cộng sinh. Tàu thăm dò trở về Trái đất với bốn mẫu, nhưng một mẫu đã trốn thoát và khiến con tàu gặp nạn ở Malaysia. Life Foundation thu hồi ba người kia và vận chuyển họ đến cơ sở nghiên cứu của họ ở San Francisco, nơi họ phát hiện ra rằng các symbiote không thể tồn tại mà không có vật chủ thở oxy, thường từ chối sự cộng sinh khiến vật chủ tử vong. Nhà báo điều tra Eddie Brock (Tom Hardy) sống cùng với vị hôn thê Anne Weying, một luật sư tại công ty luật đại diện cho Life Foundation. Trong khi Weying đang ngủ, Brock cố ý đăng nhập vào máy tính của cô và đã xem về những thử nghiệm trên người này từ một tài liệu bí mật mà anh tìm thấy sau khi truy cập email công việc của cô. Brock sử dụng thông tin để công khai đối đầu với CEO của Life Foundation, Carlton Drake về các thử nghiệm, dẫn đến cả Brock và Weying đều bị sa thải khỏi công việc của họ. Do đó, Weying kết thúc mối quan hệ với Eddie vì nghĩ rằng anh lợi dụng mình cho lợi ích riêng.
Sáu tháng sau, các thử nghiệm cộng sinh của Drake gần với thành công hơn, mặc dù một trong những cộng sinh của anh chết vì bất cẩn. Dora Skirth, một trong những nhà khoa học của Drake, người không đồng ý với phương pháp của Drake khi anh muốn đẩy nhanh tiến độ bằng cách thử nghiệm lên con người, đã tiếp cận Brock và muốn anh lấy thêm dữ liệu từ trong cơ sở nghiên cứu để vạch trần Drake. Cô giúp Brock đột nhập vào cơ sở nghiên cứu để tìm kiếm bằng chứng và anh ta phát hiện một người quen của anh ta, một phụ nữ vô gia cư tên Maria, là một trong những đối tượng thử nghiệm. Brock cố gắng giải cứu Maria, nhưng symbiote sở hữu cô chuyển đến cơ thể anh ta mà anh ta không nhận ra, khiến cô ta chết. Brock trốn thoát và sớm bắt đầu có những triệu chứng lạ. Anh tìm đến Weying để được giúp đỡ, và bạn trai mới của cô, Tiến sĩ Dan Lewis, phát hiện ra symbiote khi kiểm tra Brock. Drake phát hiện việc Skirth đang cố chống lại anh ta, nên Drake đã cho Skirth tiếp xúc với symbiote bị giam cầm còn lại, cuối cùng cô ấy chết. Điều này để lại symbiote bên trong Brock là mẫu vật duy nhất còn sót lại được biết đến.
Drake gửi lính đánh thuê để lấy symbiote từ Brock, nhưng nó biểu hiện xung quanh cơ thể anh ta như một sinh vật quái dị chiến đấu với những kẻ tấn công. Sau đó, nó tự giới thiệu với Brock là Venom và giải thích rằng sao chổi đang tìm kiếm các hành tinh nơi các symbiote có thể sở hữu và nuốt chửng cư dân. Venom đề nghị tha cho Brock nếu anh ta giúp các symbiote đạt được mục tiêu của họ và Brock đến để tận hưởng các thuộc tính siêu phàm mà symbiote mang lại cho anh ta. Brock đột nhập vào nơi làm việc cũ của mình để đưa bằng chứng về tội ác của Drake, nhưng bị bao vây bởi các sĩ quan SWAT và buộc phải biến đổi để trốn thoát. Weying chứng kiến sự biến đổi này và đưa Brock trở lại văn phòng của Lewis, nơi họ giải thích rằng symbiote đang dần làm mục nát các cơ quan nội tạng của Brock. Brock lưu ý rằng symbiote có hai điểm yếu: tiếng ồn cao và lửa. Mặc dù Venom tuyên bố rằng tổn thương nội tạng có thể được ngăn chặn, Weying sử dụng máy MRI để giúp Brock tách khỏi symbiote. Brock sau đó bị bắt bởi người của Drake.
Trong khi đó, symbiote thứ tư, Riot, đi từ Malaysia đến San Francisco bằng cách nhảy từ cơ thể này sang cơ thể khác. Nó liên kết với Drake, người đồng ý đưa Riot vào tàu thăm dò không gian Life Foundation để thu thập phần còn lại của symbiote và mang chúng đến Trái đất. Weying miễn cưỡng liên kết với Venom để họ có thể giải thoát Brock. Khi Brock và Venom được liên kết một lần nữa, người sau nói rằng anh ta đã được thuyết phục để giúp bảo vệ Trái đất khỏi đồng loại của mình thông qua các tương tác với Brock, và cặp đôi cố gắng ngăn chặn Riot và Drake với sự giúp đỡ của Weying. Brock và Venom làm hỏng phi thuyền khi nó cất cánh, khiến nó phát nổ và giết chết cả Riot và Drake. Tưởng chừng sau vụ nổ, Venom đã chết và không còn cộng sinh với Brock nữa. Tuy nhiên, cả hai vẫn bí mật liên kết và lên đường bảo vệ San Francisco bằng cách giết chết bọn tội phạm.
Brock cũng trở lại với nghề báo, và trong một cảnh quay cuối phim, anh ta được mời phỏng vấn kẻ giết người hàng loạt bị giam giữ Cletus Kasady, người hứa hẹn "tàn sát" khi anh ta trốn thoát.

## Diễn viên
- Tom Hardy trong vai Eddie Brock / Venom: Một nhà báo điều tra người trở thành vật chủ của một symbiote , Venom, mà thấm đẫm anh ta với khả năng siêu phàm. Đạo diễn Ruben Fleischer nói rằng không giống như người sói hay Jekyll và Hyde , mối quan hệ giữa Brock và symbiote là một "con lai", với việc hai nhân vật chia sẻ một cơ thể và hoạt động cùng nhau. Hardy bị thu hút bởi tính hai mặt này, và so sánh cặp đôi này với các nhân vật hoạt hình Ren và Stimpy . Hardy cho Brock nói "giọng Mỹ ghê quá" trong khi sử dụng " James Browngiọng nói giống như thằn lằn phòng khách "dành cho Venom,  sau đó được" điều chỉnh để nghe có vẻ nham hiểm hơn ". Hardy gọi Brock là một tên phản anh hùng sẽ" làm bất cứ điều gì anh ta phải làm "để hoàn thành mục tiêu. Brad Venable cung cấp phần lồng tiếng bổ sung cho những âm thanh đau đớn và gầm gừ của Venom, đồng thời giọng nói của anh ta được kết hợp với Hardy trong một số đoạn hội thoại, chẳng hạn như "We are Venom".
- Michelle Williams trong vai Anne Weying: Một luật sư quận và là hôn thê cũ của Brock.  Williams rất hào hứng với viễn cảnh nhân vật của cô ấy trở thành She-Venom trong tương lai như trong truyện tranh và Fleischer cảm thấy rằng sẽ rất vui nếu mang đến cho người hâm mộ một quả trứng Phục sinh bằng cách thể hiện ngắn gọn nhân vật này. lưu trữ symbiote trong một cảnh trong phim. Điều này đã được giữ bí mật cho đến khi việc phát hành của bộ phim, và Fleischer hy vọng rằng những phản ứng tích cực đối với sự xuất hiện sẽ dẫn đến nhiều Cô-Venom trong tương lai Venom phim hay thậm chí là độc Cô-Venom phim. Câu nói của Weying "Tôi yêu bạn, nhưng tôi yêu bản thân mình nhiều hơn" được Williams thêm vào như một tham chiếu đến phong trào Me Too .
- Riz Ahmed trong vai Carlton Drake / Riot: Một nhà phát minh thiên tài và lãnh đạo của Life Foundation đang thử nghiệm trên các cộng sinh.  Ahmed giải thích rằng Drake đang cố gắng cứu tương lai của nhân loại khi anh phát hiện ra symbiote,  với Fleischer nói thêm rằng Drake có một mục tiêu tích cực nhưng "sự mơ hồ về đạo đức" dẫn đến việc anh ta thử nghiệm khoa học của mình về Những người khác.  Drake cuối cùng được liên kết với một symbiote khác được gọi là Riot, mà Fleischer mô tả là một "cái phễu cơ thể".
- Scott Haze vai Roland Treece: Trưởng bộ phận an ninh của Drake.
- Reid Scott vai Dan Lewis: Bạn trai mới của Weying, một bác sĩ cố gắng giúp đỡ Eddie.

Ngoài ra, Jenny Slate đóng vai nhà khoa học Dora Skirth của Life Foundation, Melora Walters đóng vai Maria, một phụ nữ vô gia cư, người đã tổ chức Venom trong thời gian ngắn, và Chris O'Hara xuất hiện trong vai John Jameson, một phi hành gia là vật chủ của Riot trong thời gian ngắn. Ngoài ra còn có Sam Medina trong vai một tên côn đồ mà Venom đối đầu, Peggy Lu trong vai chủ cửa hàng tiện lợi Chen,  Michelle Lee trong vai EMT người Malaysia, vật chủ của Riot trong thời gian ngắn, Sope Aluko và Wayne Péré trong vai các nhà khoa học của Life Foundation, Scott Deckert trong vai người hàng xóm đáng ghét của Brock, và Ron Cephas Jones , không được công nhận, là ông chủ của Brock. Woody Harrelson đóng Cletus Kasady (gọi tắt là "Red") trong cảnh post-credit, trong khi Stan Lee làm cho một vai diễn khách mời là người dắt chó nói chuyện với Brock. Một đoạn clip từ bộ phim hoạt hình Spider-Man: Into the Spider-Verse (2018), có Shameik Moore trong vai Miles Morales và Jake Johnson trong vai Peter B. Parker, được đưa vào sau phần post-credit.

## Sản xuất

### Phát triển
Nhân vật Eddie Brock trong Marvel Comics, nhân vật phản diện chính của Spider-Man, được giới thiệu trong phim ảnh lần đầu tiên với phim Spider-Man 3, với Topher Grace thủ vai. Nhân vật này ban đầu đóng một vai trò nhỏ mà không khám phá cái tôi thay thế Venom, nhưng nhân vật này cuối cùng đã được thay đổi thành một vai phản diện lớn ở phim sau này bởi vì nhà sản xuất Avi Arad cảm thấy chuỗi phim Spiderman đã dựa quá nhiều vào các nhân vật phản diện được đạo diễn Sam Raimi ưa thích thay vì các nhân vật mà các fan hâm mộ hiện đại quan tâm. Raimi đã do dự khi khám phá nhân vật do nó "thiếu nhân tính'". Arad tiết lộ kế hoạch cho một bộ phim spin-off tập trung vào Venom vào tháng 7 năm 2007.
Đến tháng 7 năm 2008, Sony Pictures đã chủ động phát triển Venom cùng với các kịch bản tiếp theo của Spider-Man 3, hy vọng nhân vật có thể "kéo dài tuổi thọ" cho thương hiệu Spiderman theo cách tương tự Wolverine đã kéo dài thương hiệu của loạt phim Dị nhân của 20th Century Fox. Jacob Estes đã viết kịch bản cho bộ phim, nhưng hãng phim cân nhắc việc sử dụng nó theo một hướng khác với kịch bản nháp đó và tìm kiếm thêm các nhà văn mới. Sony cũng "chưa được thuyết phục" rằng Grace có thể "làm được" bộ phim. Tháng 9 năm đó, Sony đã thuê Paul Wernick và Rhett Reese để viết một kịch bản mới, trong khi những người trong ngành cho rằng Grace nên quay trở lại với bộ phim spin-off này "bởi vì nam diễn viên dễ thương có thể là một kẻ ác đáng được thông cảm", nhằm đáp lại việc đồng tác giả của Venom là Todd McFarlane gợi ý rằng một bộ phim Venom không thể làm tốt với một nhân vật phản diện giữ vai trò nhân vật trung tâm. Wernick và Reese đã đưa ra một ý tưởng câu chuyện ban đầu cho bộ phim cho Sony, mà Reese mô tả là "thực tế, vững vàng, một nhân vật có phần tối tăm bí hiểm". Cặp đôi này sau đó đã viết một kịch bản phác thảo với Sony và Marvel, vốn "có quy tắc cụ thể về nhân vật phản diện và cốt truyện và những thứ như thế". Họ đã hoàn thành một kịch bản nháp vào tháng 4 năm 2009, bao gồm một vai diễn được viết riêng cho Stan Lee, và có một phân cảnh mà ký sinh trùng Venom lây "từ cơ thể này đến cơ thể khác [trong một thành phố], và mỗi người mà nó ký sinh đều trở nên thực sự bạo lực và tấn công một người khác, và sau đó ký sinh trùng chuyển tới [người tiếp theo]."
—Producer Matt Tolmach on staying true to the character's comic origins when developing Venom.
Wernick and Reese đã chuyển sang kịch bản thứ hai vào tháng 9 năm 2009, và Reese nói rằng Sony đang "ép buộc chúng tôi theo bất kỳ cách nào họ có thể". Một tháng sau, Gary Ross, người đang viết lại kịch bản cho Spider-Man 4 tại thời điểm đó, được thuê để cùng viết lại kịch bản cho Venom, và cùng Arad đạo diễn và sản xuất. Grace là "không được coi là có khả năng" để trở lại vai trò cũ, với bộ phim bắt đầu "lại từ đầu" và tìm cách để làm cho nhân vật phản diện "một nhân vật phản anh hùng, người trở thành một người bảo vệ cho những người vô tội." Vào tháng 1 năm 2010, Sony đã thông báo rằng thương hiệu Spider-Man sẽ được tái khởi động sau khi Raimi quyết định không còn theo đuổi phần tiếp theo trực tiếp của Spider-Man 3. Đến tháng 3 năm 2012, Sony vẫn quan tâm đến một bộ phim Venom, lại tìm cách tận dụng việc phát hành của bộ phim khởi động lại đầu tiên, Người Nhện: Siêu nhện tái xuất. Công ty chuyển sang thỏa thuận với Josh Trank để thay thế Ross sau khi Ross bỏ dự án để làm đạo diễn cho Trò chơi sinh tử. Tháng 6, Arad và nhà sản xuất đồng nghiệp Matt Tolmach thảo luận về việc Venom sẽ tiếp nối với Người Nhện: Siêu nhện tái xuất, sau khi so sánh với việc kết nối chéo nhân vật của các phim của Vũ trụ Điện ảnh Marvel (MCU) trong The Avengers. Arad gọi nó là "một câu chuyện chỉ về Eddie Brock" mà thôi, nhưng Tolmach nói thêm, "Hy vọng rằng tất cả những thế giới này sẽ sống cùng nhau trong hòa bình một ngày nào đó."
Vào tháng 6 năm 2013, Sony đã tiết lộ kế hoạch sử dụng Người Nhện siêu đẳng 2 để thiết lập vũ trụ mở rộng của riêng họ dựa trên các đặc tính của Marvel mà hãng phim có quyền sản xuất, bao gồm Venom. Arad và Tolmach sẽ sản xuất những bộ phim như một phần của kho tổng hợp thương hiệu, với Alex Kurtzman, Roberto Orci, và Ed Solomon cùng viết kịch bản cho Venom, với Kurtzman làm đạo diễn. Vào tháng 4 năm 2014, Arad và Tolmach nói rằng Venom sẽ được phát hành sau Người Nhện siêu đẳng 3—được dự kiến phát hành vào ngày 27 tháng 5 năm 2016—nhưng trước Người Nhện siêu đẳng 4. Tuy nhiên, Người Nhện siêu đẳng 2 không thành công như mong đợi, và Sony "chịu sức ép khủng khiếp phải thành công [mà đã khiến họ] xem xét rất kỹ lại thương hiệu quan trọng nhất của họ", và việc đạo diễn của thế giới chia sẻ chung đã được xem xét lại. Người Nhện siêu đẳng 3 được dời lại đến năm 2018, và bộ phim Venom, bây giờ được gọi là Venom Carnage, được đôn lên năm 2017. Kurtzman vẫn còn được giao công việc đạo diễn, và viết kịch bản cùng với Solomon. Vào tháng 2 năm 2015, Sony và Marvel Studios công bố một quan hệ đối tác mới trong đó Marvel sản xuất bộ phim Spider-Man tiếp theo cho Sony, và tích hợp nhân vật vào thế giới nhân vật của họ. Sony vẫn lên kế hoạch sản xuất các bộ phim spin-off mà không có sự tham gia của Marvel. Vào tháng 11, các bộ phim spin-off được cho là đã bị "loại bỏ", thay vào đó, Sony tập trung vào việc khởi động lại dự án làm chung với Marvel.